# Oissy
Oissy is een gemeente in het Franse departement Somme (regio Hauts-de-France) en telt 225 inwoners (2004). De plaats maakt deel uit van het arrondissement Amiens.

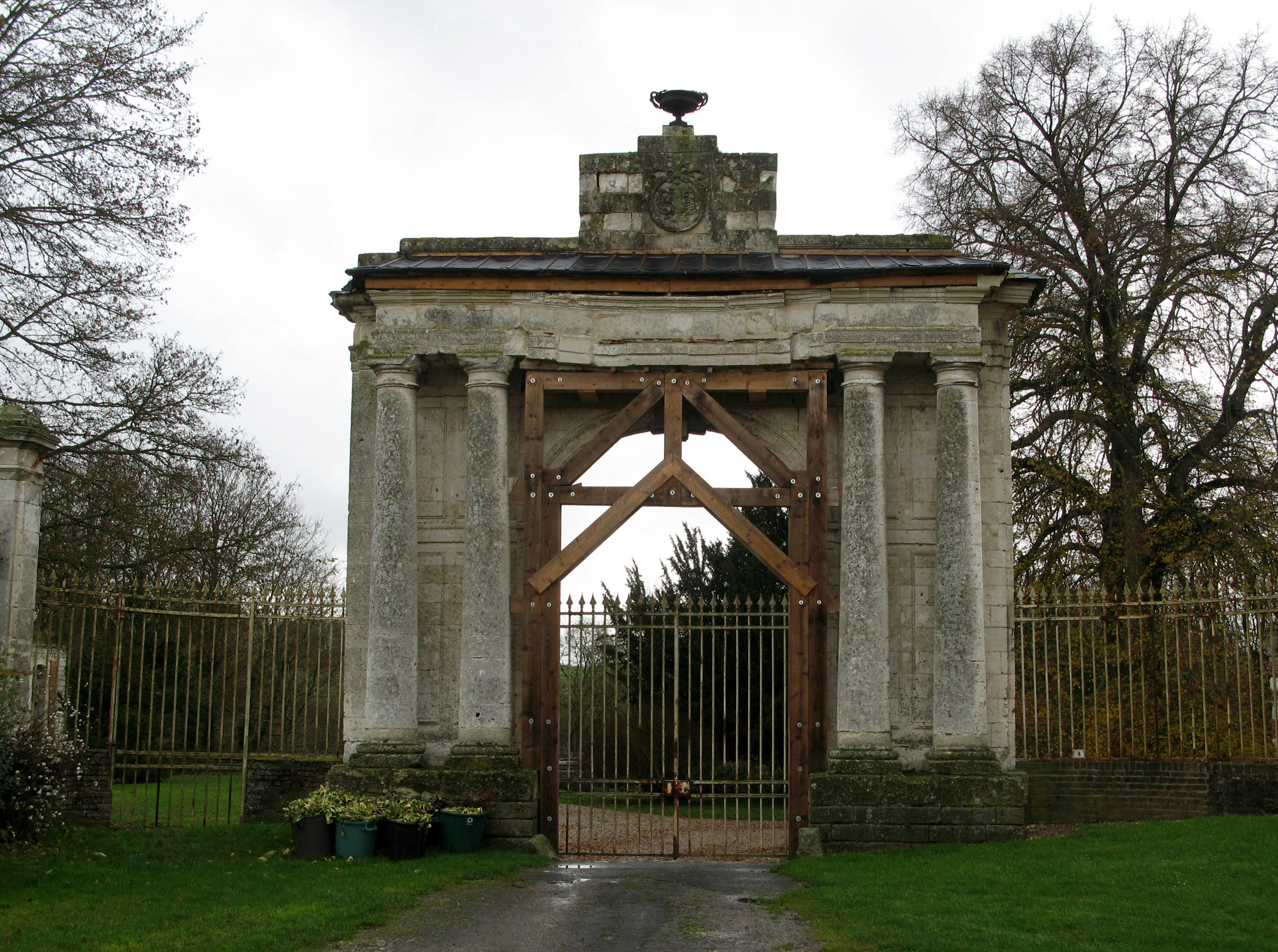
Ingang van het kasteel van Oissy
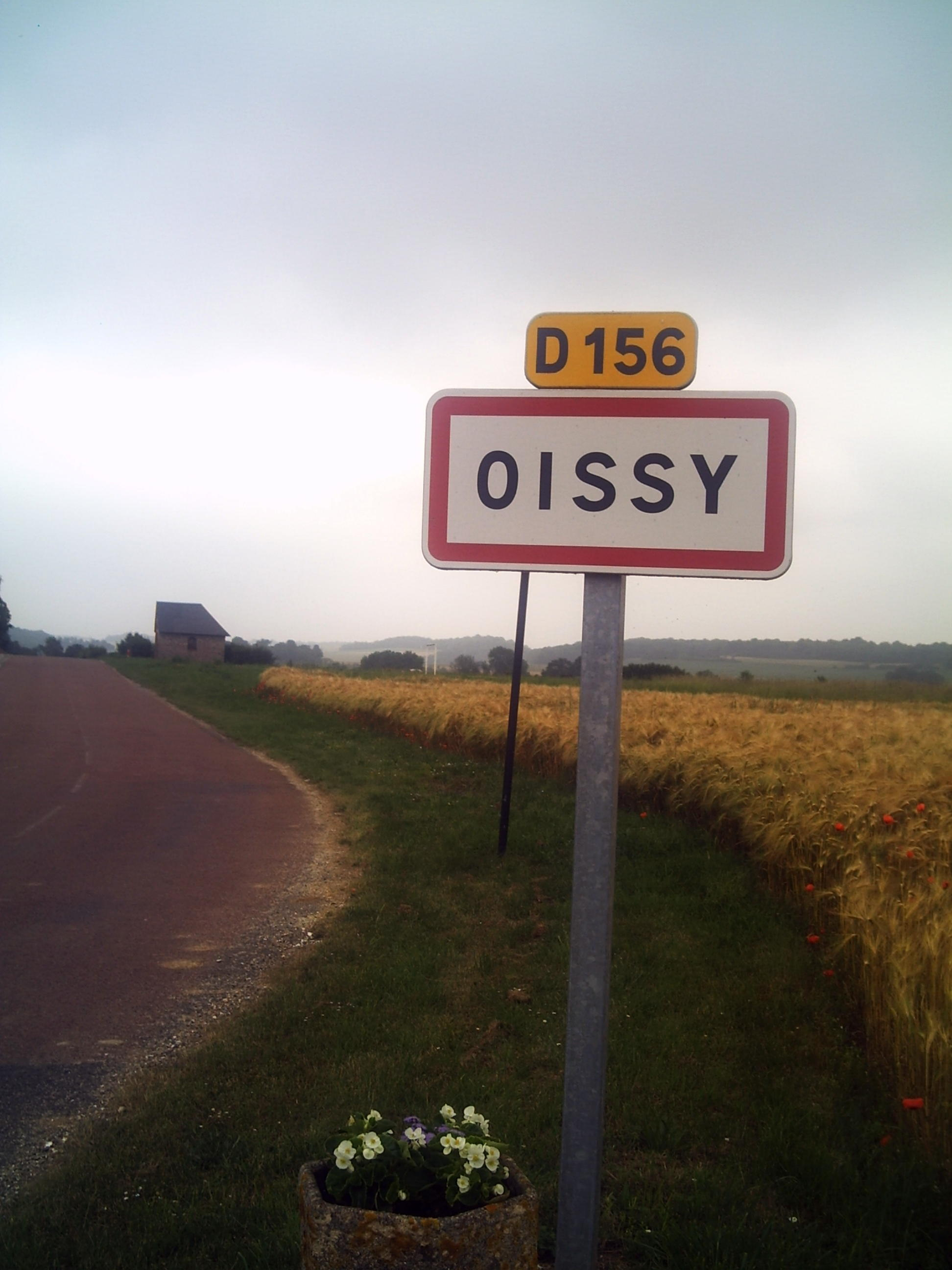
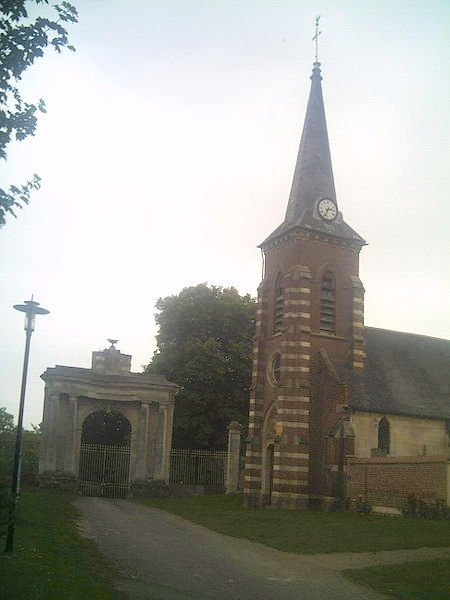
kerk in Oissy

## Geografie
De oppervlakte van Oissy bedraagt 5,6 km², de bevolkingsdichtheid is 40,2 inwoners per km².
De onderstaande kaart toont de ligging van Oissy met de belangrijkste infrastructuur en aangrenzende gemeenten.

## Demografie
Onderstaande figuur toont het verloop van het inwonertal (bron: INSEE-tellingen).